# Karen Akers
Karen Akers, nata Karen Orth-Pallavicini (New York, 13 ottobre 1945), è un'attrice, cantante e cabarettista statunitense attiva in campo teatrale, televisivo e cinematografico.

## Carriera
Ha recitato a Broadway nel musical Nine nel 1982 e per la sua performance ha vinto il Theatre World Award ed è stata candidata al Tony Award alla miglior attrice non protagonista in un musical. Nel 1989 è tornata a Broadway con il musical Grand Hotel.

## Filmografia

### Cinema
- La rosa purpurea del Cairo (The Purple Rose of Cairo), regia di Woody Allen (1985)
- Heartburn - Affari di cuore (Heartburn), regia di Mike Nichols (1986)
- Il segreto della piramide d'oro (Vibes), regia di Ken Swapis (1988)

### Televisione
- Cuore e batticuore (Hart to Hart) - serie TV, 1 episodio (1984)
- Un giustiziere a New York (The Equalizer) - serie TV, 1 episodio (1985)
- Cin Cin (Cheers) - serie TV, 1 episodio (1987)
- Great Performances - serie TV, 2 episodi (1983-1997)